# Бюргервен
Бюргервен (нід. Burgerveen) — село в нідерландській провінції Північна Голландія. Входить до муніципалітету Гарлеммермер.
Його площа становить 1,24 км², а населення станом на 2021 рік складало 340 осіб.

## Галерея

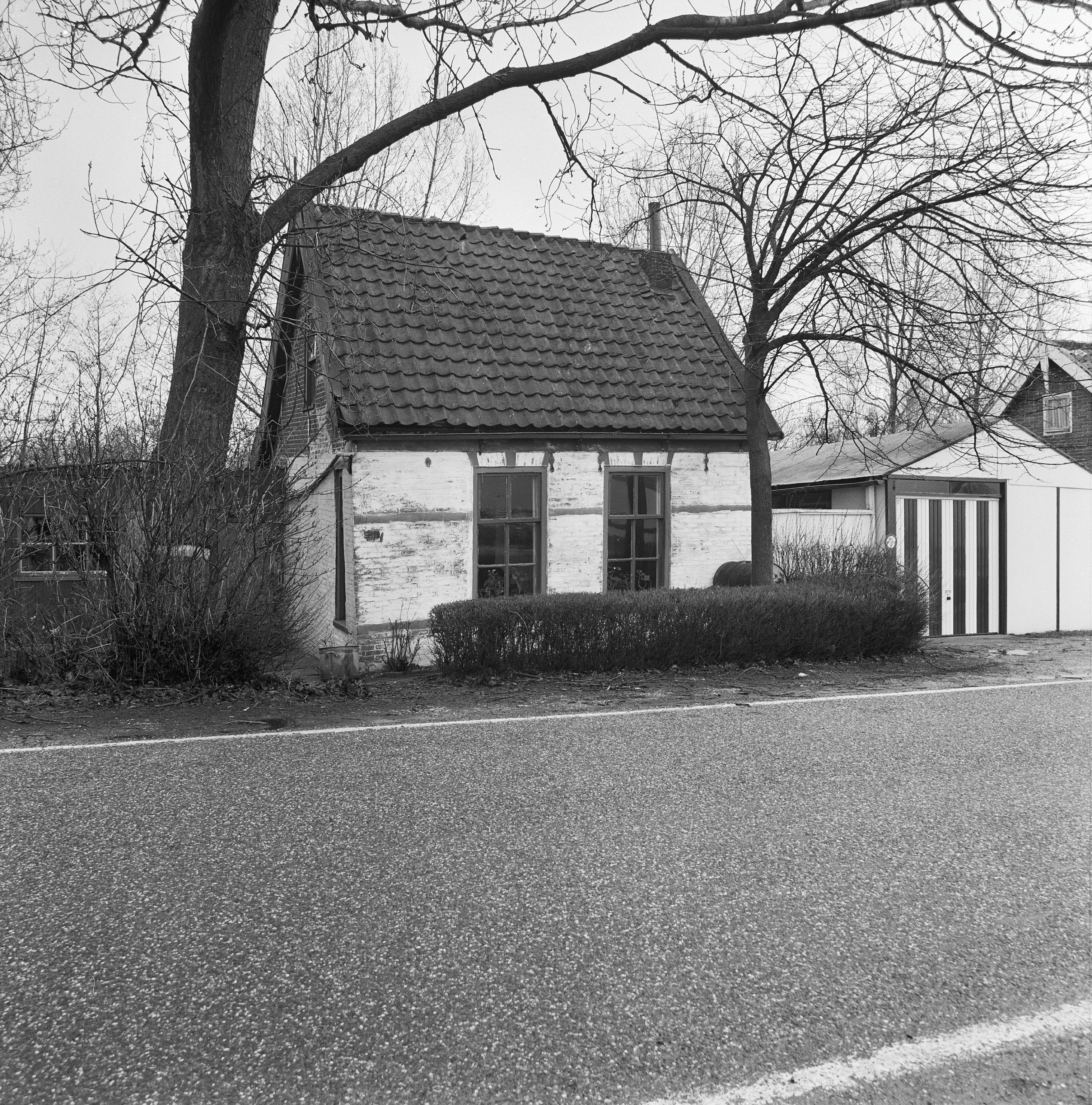
Історичний будиночок у Бюргервені
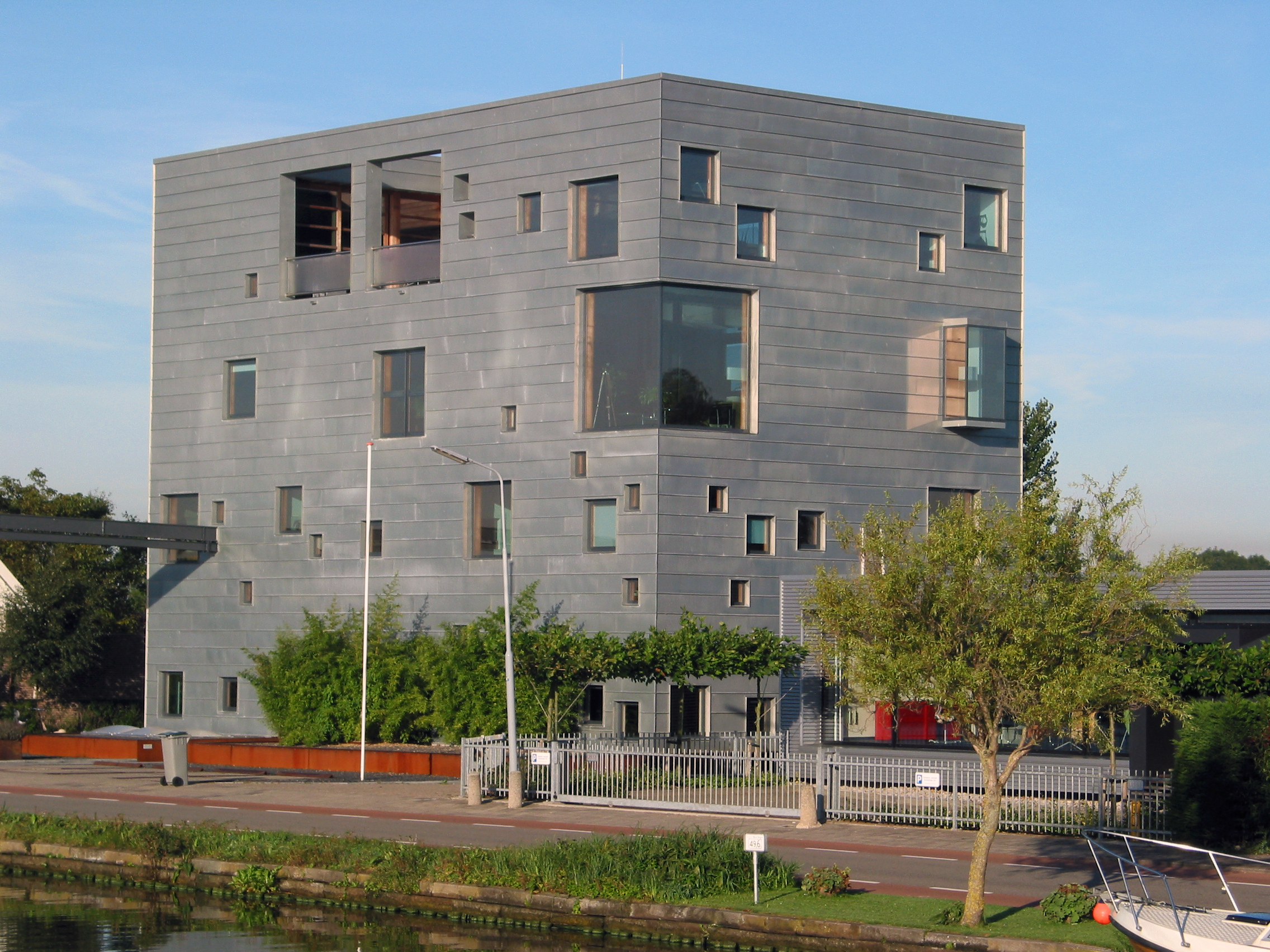
Модерна будівля у селі